# آب‌انبار اله‌آباد
آب‌انبار اله آباد مربوط به دوره پهلوی است و در صدوق، اله آباد زارچ واقع شده و این اثر در تاریخ ۹ اردیبهشت ۱۳۸۲ با شمارهٔ ثبت ۸۵۶۰ به‌عنوان یکی از آثار ملی ایران به ثبت رسیده است.